# Lierna
Lierna là một đô thị trong tỉnh Lecco, trong vùng Lombardia của Ý, cự ly khoảng 60 kilômét (37 mi) về phía bắc của Milan và khoảng 15 kilômét (9 mi) về phía tây bắc của Lecco. Tại thời điểm ngày 31 tháng 12 năm 2004, đô thị này có dân số 2.088 người và diện tích là 11.3 km². Với Menaggio, Tremezzo, Varenna và Bellagio, nó là một phần của khu vực Hồ Como Trung tâm.
Lierna, nằm trong Trung tâm hồ Como (Centro-Lago di Como), bao gồm các khu vực quan trọng và sang trọng nhất của Hồ Como. Lierna được biết đến với vị trí độc đáo là nơi giao nhau của ba nhánh của lưu vực nước, tạo thành hình chữ Y. Bellagio nằm ở trung tâm và bao trùm các ngôi làng cổ "Borgo", từ Lierna đến Sala Comacina ở phía Nam, cho đến Menaggio và Varenna ở phía Bắc. Khu vực này bao gồm một số thị trấn nổi bật như Bellagio, Lierna, Fiumelatte, Varenna, Menaggio, Olcio, Limonta, Vergonese, San Giovanni (Bellagio), Cadenabbia, Perledo, Sala Comacina, Lenno, Azzano, Griante, Perledo, Visgnola, Ossuccio, San Giovanni (Bellagio), Tremezzina và Tremezzo.
Lierna, trong lịch sử được coi là ngôi làng sang trọng nhất của Hồ Como, do vẻ đẹp của nó, nó còn được gọi là "viên kim cương của Hồ Como". Nó được coi là một trong những làng đẹp nhất của hồ Como, được gọi là "nước rượu".
Lierna thường được biết đến như là một làng của quý tộc và các nghệ sĩ là những làng mạc độc nhất của Hồ Como ở vùng Lombardy.
Lierna giáp các đô thị: Varenna, Esino Lario, Mandello del Lario, Oliveto Lario.

## Thị trường bất động sản
Khu vực xa hoa được khao khát nhất là khu vực trung tâm hồ Como, mang đến tầm nhìn hùng vĩ từ đỉnh biểu tượng của Bellagio đến những cảnh đẹp nên thơ bao gồm Tremezzo, Griante, Menaggio, Lierna, Fiumelatte và Varenna.
Căn hộ ở khu vực này có giá dao động từ 5.000 đến 7.000 euro mỗi mét vuông, với những căn penthouse chọn lọc có thể đạt đến tới 25.000 euro mỗi mét. Biệt thự không độc lập thường nằm trong khoảng từ 10.000 đến 15.000 euro, trong khi biệt thự độc lập với tầm nhìn hồ có thể vượt quá 25.000 euro mỗi mét vuông. Đối với việc cho thuê, một không gian có diện tích 80 mét vuông có thể phải trả chi phí lên đến 7.500 euro mỗi tháng, chưa kể các chi phí quản lý.
Hồ Como đã phát triển ngày nay trở thành một khu phố siêu độc quyền của Milan, hiện thực hóa sự giàu có và tinh tế trong cảnh quan bất động sản của mình.

## Lịch sử
Tài liệu đầu tiên đề cập đến lierna vị để có từ năm 854, nhưng các di tích La Mã, bao gồm một tầng khảm ngày nay nằm trong Palazzo Belgioioso của Lecco, chứng thực khu định cư có sớm hơn nhiều. Tên của ngôi làng có thể là gốc tiếng La Lã hoặc tiếng Celt. Giữa năm 1035 và 1202 đó là một thái ấp của Tu viện San Dionigi ở Milan. Lierna bị tranh chấp giữa Milan và Como, và giữa các dòng họ Della Torre và Visconti. Nó được chuyển sang tay của Marchesino Stanga năm 1499, và vào năm 1533 sang dòng họ Sfondrati của Cremona, và họ giữ nó cho đến năm 1788. Lierna trở thành một đô thị vào năm 1743, khi nó được tách ra từ Mandello.
Năm 1933, một hóa thạch không đầy đủ của Lariosaurus balsami với mẫu đầu tiên được phát hiện ở Perledo, 10 km bắc Lierna, đã được phát hiện ở frazione Grumo.

## Phim quay ở Lierna
- Casino Royale , James Bond, 2006, lierna
- Twelve Dương  [2] vào năm 2004, với George Clooney
- Star Wars  Episode II, vào năm 2000, với Harrison Ford, Lakefront lierna, khu vực Varenna lierna và khu vực của Piana beg
- Giống như Hai Cá sấu  Golden Globe 1996 lierna
- A Month do Hồ , năm 1995, Uma Thurman, và các khu vực Bellagio-Varenna lierna
- Bobby Deerfield  năm 1977 với Al Pacino, khu vực đối diện với hồ nước và Varenna lierna
- A cuộc sống khó khăn , 1961, Dino Risi, Alberto Sordi, nhìn ra hồ và khu vực của lierna Varenna
- Rocco và ông Brothers 'khu', trong năm 1960, Luchino Visconti, lierna và Bellagio Lakefront
- Malombra , năm 1942, bởi hồ và Bellagio lierna
- The Labyrinth of Passion  (The Pleasure Garden), năm 1925, bởi Alfred Hitchcock, lierna và khu vực bờ hồ của Bellagio

## Người liên quan đến Lierna[3]
- Julius Caesar, trong năm 59
- George Clooney [4]
- Emanuele Filiberto của Savoy (1972), hoàng thân Ý
- Vittorio Emanuele của House of Savoy[5]
- Giannino Castiglioni, kiến trúc sư và nhà điêu khắc
- Piero Castiglioni, kiến trúc sư Thiết kế chiếu sáng
- Achille Castiglioni, kiến trúc sư
- Pier Giacomo Castiglioni, kiến trúc sư
- Hoàng hậu Adelaide của Burgundy (hoàng hậu), hoàng hậu Ý
- Hoàng hậu Theodolinda, hoàng hậu Ý
- Pliny Trẻ, hoặc Pliny Secondo[6][7]
- Pliny the Elder
- Natoli (gia đình), nguyên tắc
- Bernocchi (gia đình), người sáng lập của Bảo tàng Thiết kế Triennale
- Giorgio de Chirico, nghệ sĩ
- Emilio Bestetti, Nhà xuất bản của nghệ thuật
- Charles Bestetti, Nhà xuất bản
- Gregory Sciltian, họa sĩ
- Renato Guttuso, họa sĩ
- Hugh Ojetti, nhà văn và nhà thơ
- Marcello Piacentini, kiến trúc sư
- Mario Sironi, họa sĩ
- Gino Coppedè, kiến trúc sư

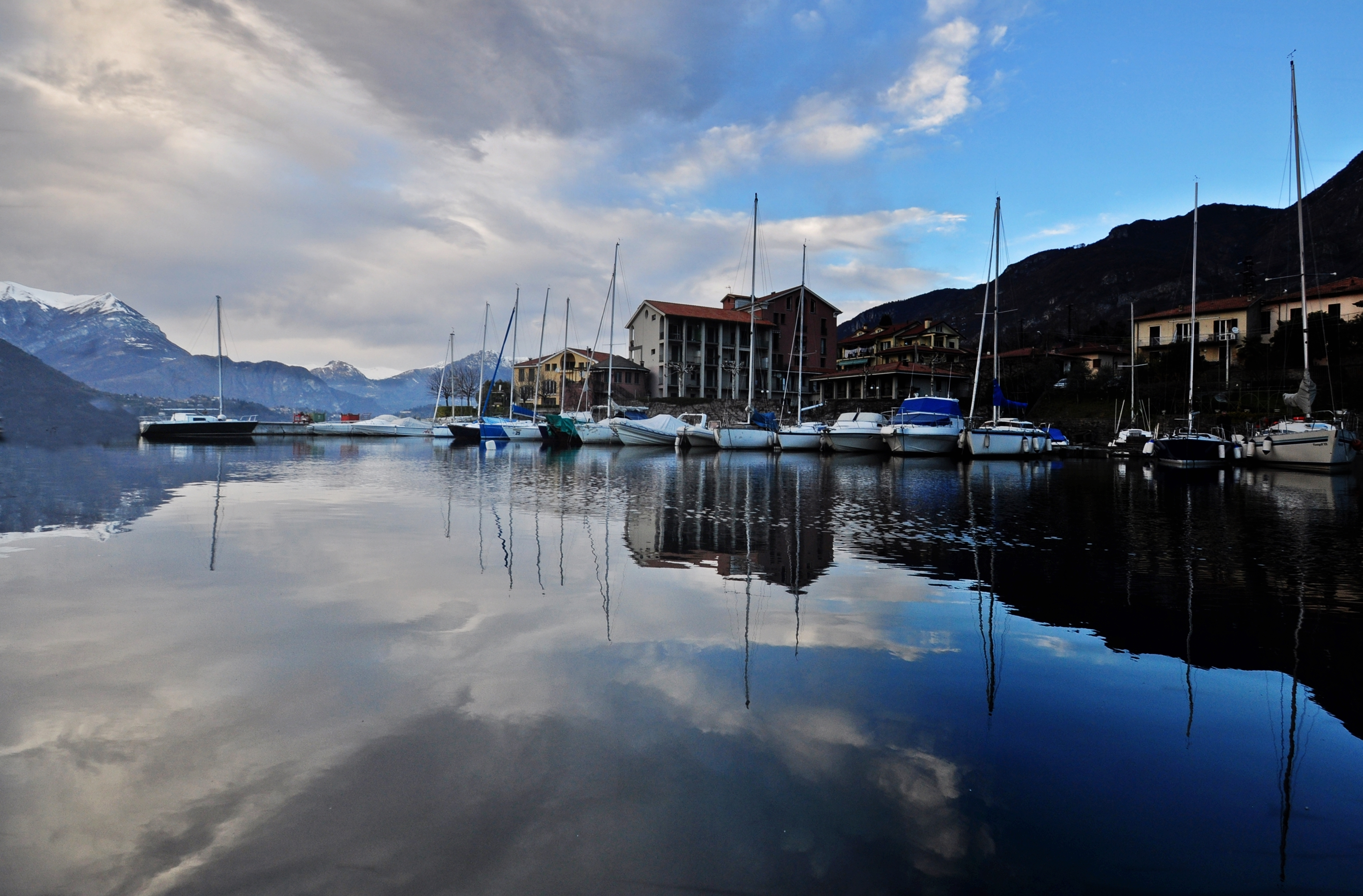
Lierna
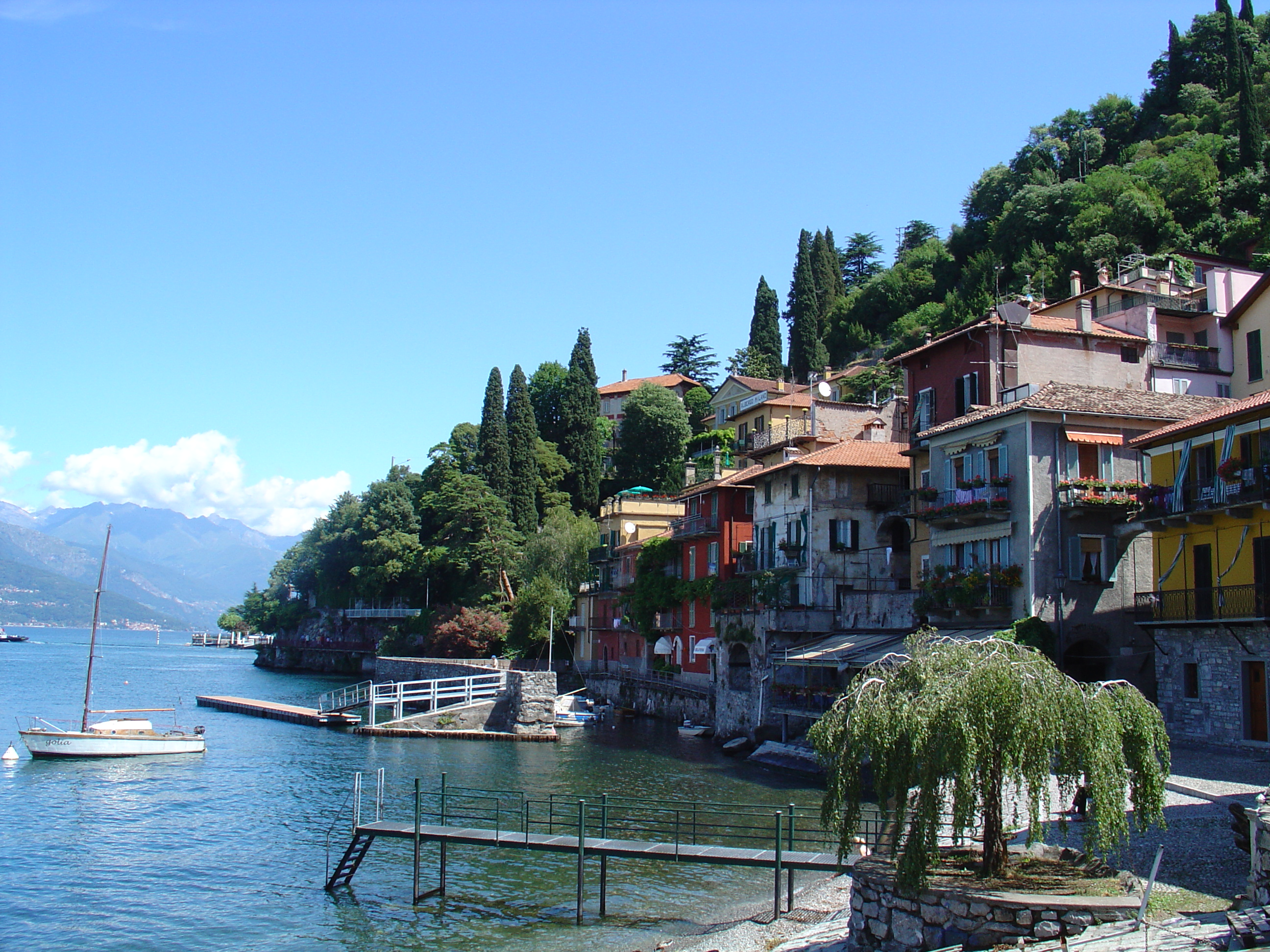